# Котино
Ко́тино (рос. Котино) — село у складі Прокоп'євського округу Кемеровської області, Росія.

## Населення
Населення — 830 осіб (2010; 910 у 2002).
Національний склад (станом на 2002 рік):
- росіяни — 96 %